# Rio Crasna (Bistriţa)
O Rio Crasna é um rio da Romênia, afluente do Bistriţa, localizado no distrito de Neamţ.